# Паратаксическое искажение
Паратаксическое искажение (от греч. παράταξις — «выстраивание рядом») — психиатрический термин, обозначающий искажение в восприятии одним человеком других людей, основанное на его фантазиях о них. Термин введён Гарри Салливаном (1892—1949), основателем интерперсонального психоанализа.
Искажение заключается в восприятии других людей на основе вымышленной индивидуальности человека, и игнорировании либо отсутствии реального опыта общения с ним. Такое может происходить, например, во время влюблённости: созданный идеальный образ возлюбленного человека обычно не соответствует реальности. Вымышленная индивидуальность создаётся на основе прошлого жизненного опыта человека и под влиянием эмоционального стресса. Несмотря на то, что эмоции, связанные с формированием отношений, могут быть положительно окрашены, они в любом случае оказывают серьёзное влияние на состояние организма, и могут вызывать значительный стресс. Изменения гормонального фона также, возможно, оказывает влияние на формирование искажения.